# Sønderborg Teater
Sønderborg Teater er et teater i Sønderborg på Alssiden af Alssund i Sønderjylland. Teatret har omkring 40 forskellige forestillinger i løbet af året og bruges af Sønderborg Teaterforening.
Teaterbygningen blev opført i 1989 mellem Hotel Sønderborg Strand og Slotsmøllen.
I 1919 debuterede Ib Schønberg som teaterskuespiller i stykket Herren ser dine veje.
Siden 2002 har Sønderborg Sommer Revy været opført på teatret. Revyen trækker omkring 20.000-25.000 gæster årligt.